# هرومنیتسه (ناحیه پلزن-شمالی)
هرومنیتسه (به چکی: Hromnice) یک منطقهٔ مسکونی در جمهوری چک است که در ناحیه پلزن-شمالی واقع شده‌است. هرومنیتسه ۳۶٫۲۲ کیلومتر مربع مساحت و ۱٬۰۳۹ نفر جمعیت دارد و ۳۵۰ متر بالاتر از سطح دریا واقع شده‌است.